# Остелецький Павло Павлович
Остелецький Павло Павлович (1860—1946) — діяч російського флоту; контр-адмірал (1920). 

## Життєпис
Закінчив Морський корпус (1899), воєнно-морське відділення Миколаївської академії Генштабу (1911). Під час російсько-японської війни 1904—1905 брав участь в обороні Порт-Артура (нині м. Люйшунь, Китай). У роки Першої світової війни — на кораблях Чорноморського флоту. З 1918 — в Білому русі. З травня 1919 — командир загону пароплавів на Чорному морі, у серпні 1919 керував успішним десантом по захопленню Одеси. З листопада 1920 — в еміграції в Туреччині, пізніше — в Тунісі, Франції.
Помер у м. Париж.